# Milton Valenzuela
Milton Valenzuela (Rosario, 1998. augusztus 13. –) argentin korosztályos válogatott labdarúgó, a svájci Lugano hátvédje.

## Pályafutása

### Klubcsapatokban
Valenzuela az argentínai Rosario városában született. Az ifjúsági pályafutását a Newell’s Old Boys akadémiájánál kezdte.
2016-ban mutatkozott be a Newell’s Old Boys felnőtt keretében. A 2018-as szezonban az észak-amerikai első osztályban szereplő Columbus Crew csapatát erősítette kölcsönben. A lehetőséggel élve, 2019-ben az amerikai klubhoz igazolt. 2022. január 30-án 3½ éves szerződést kötött a svájci első osztályban érdekelt Lugano együttesével. Először a 2022. március 6-ai, Basel ellen 2–0-ra elvesztett mérkőzésen lépett pályára. Első gólját 2023. február 18-án, a Young Boys ellen idegenben 1–1-es döntetlennel zárult találkozón szerezte meg.

### A válogatottban
Valenzuela az U20-as és az U23-as korosztályú válogatottakban is képviselte Argentínát.

## Statisztika
2023. április 29. szerint.
| Klub          | Szezon   | Bajnokság          | Bajnokság | Bajnokság | Kupa  | Kupa  | Nemzetközi | Nemzetközi | Összesen | Összesen |
| Klub          | Szezon   | Bajnokság          | Mérk.     | Gólok     | Mérk. | Gólok | Mérk.      | Gólok      | Mérk.    | Gólok    |
| ------------- | -------- | ------------------ | --------- | --------- | ----- | ----- | ---------- | ---------- | -------- | -------- |
| Columbus Crew | 2018     | MLS                | 33        | 1         | 1     | 0     | ―          | ―          | 34       | 1        |
| Columbus Crew | 2020     | MLS                | 24        | 0         | 0     | 0     | ―          | ―          | 24       | 0        |
| Columbus Crew | 2021     | MLS                | 14        | 0         | 0     | 0     | 4          | 1          | 18       | 1        |
| Columbus Crew | Összesen | Összesen           | 71        | 1         | 1     | 0     | 4          | 1          | 76       | 2        |
| Lugano        | 2021–22  | Swiss Super League | 12        | 0         | 2     | 0     | ―          | ―          | 14       | 0        |
| Lugano        | 2022–23  | Swiss Super League | 27        | 2         | 4     | 0     | 2          | 0          | 33       | 2        |
| Lugano        | Összesen | Összesen           | 39        | 2         | 6     | 0     | 2          | 0          | 47       | 2        |
| Összesen      | Összesen | Összesen           | 110       | 3         | 7     | 0     | 6          | 1          | 123      | 4        |

## Sikerei, díjai
Columbus Crew
- MLS
  - Bajnok (1): 2020

- Campeones Cup
  - Győztes (1): 2021

Lugano
- Svájci Kupa
  - Győztes (1): 2021–22
  - Döntős (1): 2022–23